# Torneig de Roland Garros 2020
El Torneig de Roland Garros 2020, conegut oficialment com a Internationaux de France 2020, és un esdeveniment de tennis disputat sobre terra batuda que pertany a la categoria de Grand Slam. La 119a edició del torneig es va celebrar entre el 28 de setembre i l'11 d'octubre de 2020 al Stade Roland Garros de París, França. Inicialment s'havia de celebrar entre el 25 de maig i el 7 de juny de 2020 però degut a la pandèmia per coronavirus, l'organització va decidir ajornar el torneig passat l'estiu perquè la situació sanitària estigués més controlada.

## Destacats
- El tennista espanyol Rafael Nadal era defensor del títol de tres anys consecutius i intentava igualar a Roger Federer com a tennista amb més títols individuals de Grand Slam amb 20, fita que va aconseguir amb una gran demostració de poder a la final. Aquest va representar el 13è títol individual de Roland Garros, la victòries número 100 en aquest torneig, i el 60è títol del seu palmarès sobre terra batuda. En la final va derrotar el serbi Novak Đoković, que intentava completar el Grand Slam en la carrera per segona ocasió.[1][2]
- La polonesa Iga Świątek va aconseguir el primer títol de Grand Slam, de fet, era el primer títol individual del seu palmarès. També va esdevenir la primera tennista polonesa en guanyar un títol de Grand Slam individual alhora que amb 19 anys i 4 mesos, també era la més jove en guanyar un Grand Slam des de Monica Seles l'any 1992. Świątek no va cedir cap set en tot el torneig, fet que no es produïa en aquest torneig des de Justine Henin l'any 2007. El seu domini fou tal que no va cedir més de quatre jocs per set, i només cinc jocs com a màxim per partit, un total de 28 jocs en tot el torneig, la menor quantitat de jocs cedits des dels 20 de Steffi Graf l'any 1988. La seva rival en la final, l'estatunidenca Sofia Kenin disputava la seva segona final de Grand Slam ja que s'havia imposat el l'Open d'Austràlia d'enguany.[3]
- La parella alemanya formada per Kevin Krawietz i Andreas Mies eren els defensors del títol i van aconseguir reeditar el títol, encara invictes en aquest torneig. Tot just eren la quarta parella que aconseguir reeditar el títol de Roland Garros en l'Era Open.[4]
- La parella formada per la hongaresa Tímea Babos i la francesa Kristina Mladenovic eren les defensores del títol i van aconseguir reeditar el títol. Per Babos era el segon títol al Roland Garros i el quart del seu palmarès mentre que per Mladenovic fou el tercer a París i el cinquè del seu palmarès.[5]

## Efectes COVID-19
L'esdeveniment es va veure greument afectat per la pandèmia per coronavirus ja que inicialment s'havia de celebrar entre 25 de maig i el 7 de juny. Poc després de declarar-se la pandèmia a nivell mundial, el 17 de març, la federació francesa de tennis va anunciar l'ajornament de la celebració del torneig al setembre, només dues setmanes després de la celebració del US Open, i l'ATP va aprofitar per reestructurar tot el calendari respecte a la resta de principals torneigs sobre terra batuda que el precedien en el calendari. Fou la primera ocasió que el torneig no es disputava entre maig i junt des de l'any 1947.
A diferència del US Open, que es va celebrar sense públic a les grades, l'organització va establir una capacitat màxima de 11.500 espectadors diaris repartits entre les tres pistes principals: 5.000 per les pistes Philippe Chatrier i Suzanne Lenglen, i 1.500 per la pista Simonne Mathieu, però en la resta de pistes no hi podia haver públic, incloses les fases prèvies. Totes aquestes mesures de seguretat van seguir el protocol sanitari establert pel govern regional. Tots els jugadors i personal s'havia de fer dos tests de detecció de la COVID-19 en arribar a París, i tres dies després, per confirmar un resultat negatiu. Els jugadors només es podien havien establir ens els hotels estipulats per l'organització, i un cop estiguessin confirmats els resultats dels tests. A causa de l'augment de casos detectats a França, finalment es va reduir la capacitat a 1.000 persones per les tres pistes principals.
L'organització del torneig va decidir disputar tots els esdeveniments i en els seus formats tradicionals: individuals, dobles, fases prèvies de classificació, proves júniors, proves de cadires de rodes i veterans, l'única excepció fou la prova de dobles mixts que es va cancel·lar.

## Campions/es

### Sèniors
| Categoria          | Campions/es                     | Finalistes                      | Resultat      |
| ------------------ | ------------------------------- | ------------------------------- | ------------- |
| Individual masculí | Rafael Nadal                    | Novak Đoković                   | 6−0, 6−2, 7−5 |
| Individual femení  | Iga Świątek                     | Sofia Kenin                     | 6−4, 6−1      |
| Dobles masculins   | Kevin Krawietz Andreas Mies     | Mate Pavić Bruno Soares         | 6−3, 7−5      |
| Dobles femenins    | Tímea Babos Kristina Mladenovic | Alexa Guarachi Desirae Krawczyk | 6−4, 7−5      |

### Júniors
| Categoria          | Campions/es                             | Finalistes                      | Resultat      |
| ------------------ | --------------------------------------- | ------------------------------- | ------------- |
| Individual masculí | Dominic Stephan Stricker                | Leandro Riedi                   | 6−2, 6−4      |
| Individual femení  | Elsa Jacquemot                          | Alina Charaeva                  | 4−6, 6−4, 6−2 |
| Dobles masculins   | Flavio Cobolli Dominic Stephan Stricker | Bruno Oliveira Natan Rodrigues  | 6−2, 6−4      |
| Dobles femenins    | Eleonora Alvisi Lisa Pigato             | Maria Bondarenko Diana Shnaider | 7−6(3), 6−4   |

## Distribució de punts i premis

### Distribució de punts
| Esdeveniment       | G    | F    | SF  | QF  | 4a ronda | 3a ronda | 2a ronda | 1a ronda | Q   | Q3  | Q2  | Q1  |
| Individual masculí | 2000 | 1200 | 720 | 360 | 180      | 90       | 45       | 10       | 25  | 16  | 8   | 0   |
| Dobles masculins   | 2000 | 1200 | 720 | 360 | 180      | 90       | 0        | N/D      | N/D | N/D | N/D | N/D |
| Individual femení  | 2000 | 1300 | 780 | 430 | 240      | 130      | 70       | 10       | 40  | 30  | 20  | 2   |
| Dobles femenins    | 2000 | 1300 | 780 | 430 | 240      | 130      | 10       | N/D      | N/D | N/D | N/D | N/D |

### Distribució de premis
| Esdeveniment | G         | F       | SF      | QF      | 4a ronda | 3a ronda | 2a ronda | 1a ronda | Q3     | Q2     | Q1     |
| Individuals  | 1.600.000 | 800.000 | 425.250 | 283.500 | 189.000  | 126.000  | 84.000   | 60.000   | 25.600 | 16.000 | 10.000 |
| Dobles       | 319.652   | 188.030 | 110.606 | 65.062  | 38.272   | 23.920   | 14.950   | N/D      | N/D    | N/D    | N/D    |

- Els premis són en euros.
- Els premis de dobles són per equip.